# خانقا شيخ (سقز)
قرية خانقا شيخ (بالكردية: خانەقای شێخ) هي إحدى القرى التابعة لـصاحب في ريف قسم زيويه من مقاطعة سقز، في محافظة كردستان الإيرانية.

## السكان
حسب إحصاءات سنة 2006، بلغ إجمالي السكان في خانقا شيخ 93 نسمة وعدد المساكن 18 مسكن. لغة سكان خانقا شيخ هي اللغة الكردية و هم من أهل السنة والجماعة والمذهب الشافعي.